# Кипчирчир, Алекс
Алекс Кипчирчир Роно — кенийский легкоатлет, который специализировался в беге на средние дистанции. Победитель игр Содружества 2006 года на дистанции 800 метров. Чемпион мира среди юниоров 2002 года в беге на 800 метров.

## Биография
Родился в деревне Сергоит, недалеко от Элдорета. В семье был самым старшим из четырёх детей. Его отец фермер, а мать предприниматель — занимается продажей фасоли и кукурузы.
Алекс окончил среднюю школу в городе Литеин. В  школе играл в футбол и баскетбол, и не занимался легкой атлетикой до декабря 2001 года, когда встретил Мозесом Тануи и, который убедил его стать бегуном. С 2002 году стал тренироваться в спортивном лагере Тануи.
Всего семь месяцев спустя он стал чемпионом мира среди юниоров в своем первом забеге за пределами Кении.
В 2008 году получил травму подколенного сухожилия, в результате которой не выступал 2 года. В 2010 году восстановился после травмы и вышел на беговую дорожку, однако его результаты были далеки от международного уровня. В этом же году завершил карьеру.